# PDCD1
PDCD1 (англ. Programmed cell death 1) — білок, який кодується однойменним геном, розташованим у людей на короткому плечі 2-ї хромосоми. Довжина поліпептидного ланцюга білка становить 288 амінокислот, а молекулярна маса — 31 647.

## Відкриття
Під час скринінгу генів, залучених до апоптозу, Ясумаса Ісіда, Хондзьо Тасуку і його колеги з Університету Кіото в 1992 році виявили і назвали PD-1. У 1999 році одна і та ж група продемонструвала, що миші з нокаутованим PD-1, були схильні до автоімунного захворювання, і тому прийшли до висновку, що PD-1 є негативним регулятором імунних відповідей.
| 10         |  | 20         |  | 30         |  | 40         |  | 50         |
| ---------- |  | ---------- |  | ---------- |  | ---------- |  | ---------- |
| MQIPQAPWPV |  | VWAVLQLGWR |  | PGWFLDSPDR |  | PWNPPTFSPA |  | LLVVTEGDNA |
| TFTCSFSNTS |  | ESFVLNWYRM |  | SPSNQTDKLA |  | AFPEDRSQPG |  | QDCRFRVTQL |
| PNGRDFHMSV |  | VRARRNDSGT |  | YLCGAISLAP |  | KAQIKESLRA |  | ELRVTERRAE |
| VPTAHPSPSP |  | RPAGQFQTLV |  | VGVVGGLLGS |  | LVLLVWVLAV |  | ICSRAARGTI |
| GARRTGQPLK |  | EDPSAVPVFS |  | VDYGELDFQW |  | REKTPEPPVP |  | CVPEQTEYAT |
| IVFPSGMGTS |  | SPARRGSADG |  | PRSAQPLRPE |  | DGHCSWPL   |  |            |

A: Аланін

C: Цистеїн

D: Аспарагінова кислота

E: Глутамінова кислота

F: Фенілаланін

G: Гліцин

H: Гістидин

I: Ізолейцин

K: Лізин

L: Лейцин

M: Метіонін

N: Аспарагін

P: Пролін

Q: Глутамін

R: Аргінін

S: Серин

T: Треонін

V: Валін

W: Триптофан

Задіяний у таких біологічних процесах як апоптоз, імунітет, поліморфізм.
Локалізований у мембрані.